# Macroscelides proboscideus
La musaraña elefante de orejas cortas (Macroscelides proboscideus) es una especie de mamífero macroscelideo de la familia Macroscelidae. Vive en Botsuana, Namibia y Sudáfrica. Sus hábitats naturales son las zonas herbáceas secas tropicales o subtropicales , las zonas herbáceas de tierras bajas tropicales o subtropicales, y los desiertos calurosos.
Las musarañas elefante son uno de los pocos mamíferos monógamos, siendo un grupo modelo para el estudio de la monogamia. Las musarañas elefante de orejas cortas han sido estudiadas por su comportamiento de pareja.